# Seututie 495
Pour les articles homonymes, voir Route 495.
La route régionale 495 (finnois : Seututie 495) est une route régionale allant de Huhtilampi à Joensuu jusqu'à Kovero à Joensuu en Finlande,,.

## Présentation
La seututie 495 est une route régionale de Carélie du Nord.

## Parcours
- Huhtilampi
- Kuikkavaara
- Konnunniemi
- Kissanloso
- Kovero